# ジス・ウィーク
『ジス・ウィーク（This Week）』は、アメリカ・ABCニュースが制作する日曜日朝の政治討論番組。1981年11月15日に初回放送された。現在、共同アンカーのマーサ・ラダッツとジョナサン・カールと共にジョージ・ステファノプロスがアンカーを務めている。放送時間は毎週日曜 9:00 - 10:00（ET）、地域によって異なる。デイビッド・ブリンクリー時代には、一貫して1位の視聴率を獲得し、ステファノプロス時代には、日曜日朝の政治討論番組の中で、NBC『ミート・ザ・プレス』、CBS『フェイス・ザ・ネイション』に次ぐ3位となった。

## 歴史
1981年、ABCは日曜朝のインタビュー番組を刷新するために、かねてからNBCのニュースキャスターとして高名だったデイビッド・ブリンクリー (David Brinkley) を司会に起用した This Week with David Brinkley を開始する。長い報道経験に裏打ちされ、ウィットと皮肉を交えるブリンクリーの司会ぶりは、後発でありながら番組への評価を大きく高め、政治討論番組のあり方そのものにも影響を与えた。
1996年11月、ブリンクリーは選挙特番の「手落ち」によって辞任。ABCニュースの政治記者サム・ドナルドソンとコーキー・ロバーツが共同司会として引き継ぐ (This Week with Sam Donaldson and Cokie Roberts) 。しかしライバル番組、特にNBCの『ミート・ザ・プレス』との視聴率競争で、優勢から劣勢に転じていった。
2002年9月、かつてクリントン政権（一期目）の大統領報道官を務め、1997年からABCニュースに入ったジョージ・ステファノプロスを司会に起用 (This Week with George Stephanopoulos) 。2008年4月20日の放送からワシントンD.C.にあるメディア系の博物館・ニュージアムからの放送に移行し、同時にハイビジョン制作番組となった。
2009年12月、ステファノプロスが朝の番組『グッド・モーニング・アメリカ』に異動し、2010年1月に正式に『ジス・ウイーク』を降板。ホワイトハウス記者のジェイク・タッパーらが司会を務める。8月からはCNNのクリスティアン・アマンプール (Christiane Amanpour) が正式な後任として担当。しかし国際情勢を意識した戦略は上手くいかず、2012年1月よりステファノプロスの再起用となり、ニューヨークから放送することとなった。

## 構成
番組は主として前半が政治家へのインタビュー 、後半が保守・リベラル双方のゲストを交えた討論「ラウンドテーブル」 (Roundtable) で構成される。ラウンドテーブルのコメンテーターは開始以来、ジョージ・ウィルが固定メンバー。司会者だったドナルドソンとロバーツおよびステファノポロスもリポーター・コメンテーターとして出演していた。ほかに以下のコーナーがある。
今週の声 (Voices)
その週の話題の人へのインタビュー。
イン・メモリアム (In Memoriam)
その週に亡くなった著名人や国防総省が公表した米軍戦死者を映像と音楽で偲ぶ。
サンデー・ファニーズ (Sunday Funnies)
主にその週放送された深夜トークショーから政治的なネタを数編紹介する。
番組ホームページでは番組の映像を動画で見られるほか、This Week All Week、Green Room（「ラウンド・テーブル」出演者による控室での討論）などインターネット独自の動画コンテンツを制作・公開している。また、ポッドキャスティングでもほぼ全編を配信している。著作権に配慮してオンライン・ポッドキャストでは「ファニーズ」の映像は公開していない（取り上げたネタの原稿は読める）。

## 海外での放送
海外では日本のNHK-BS1、ヨーロッパ向け衛星放送Orbit News、スカイニュース・オーストラリア、ニュージーランドのTVNZ 7で放送。アマンプールが司会に着いた際はBBCワールドニュースでも放送された。
BS1は毎週月曜日の午後2時 - 2時40分に、放送通訳つきに編集されたものが放送されている。インタビューと「ラウンド・テーブル」が放送される。2005年度放送していた『BS気象情報』の放送終了により、2006年4月から放送枠が45分に戻り、「サンデー・ファニーズ」も含めて全編放送されるようになった。しかし、4か月後から放送枠が再び40分に縮小され、「サンデー・ファニーズ」が放送されなくなった。2011年4月からは、放送枠が午後4時 - 4時30分となり、『ワールドWave』（2014年度から『ワールドニュース アメリカ』）の中で世界の気象情報などと共に放送されるため、正味25分程度になっている。

## 批判
- 2024年3月10日、司会のステファノプロスはドナルド・トランプによる過去の性的暴行を巡る裁判について、「（女性に対する）レイプでも責任がある」と発言した。しかし、実際の裁判ではトランプに対して賠償金の支払いを命ずる判決が出たものの、レイプの責任は認定されなかったことから、トランプは本番組を放送したABCに対して名誉毀損の訴訟を起こしていた。同年12月、ABCはトランプが設立する基金と博物館に1500万ドルを寄付する和解条項が成立したことを明らかにした[5][6][7]。